# Serguei Xoigú
Serguei Kujuguétovitx Xoigú (rus: Серге́й Кужуге́тович Шойгу́, tuvinià Сергей Күжүгет оглу Шойгу; nascut el 21 de maig de 1955 a Txadan, Óblast Autònoma de Tuvà, RSFSR, URSS) és un militar rus i estadista, Ministre de Defensa de la Federació de Rússia des del 6 de novembre del 2012 fins al 13 de maig de 2024, general de l'exèrcit (2003) i Heroi de la Federació de Rússia (1999).
Va ser president del comitè estatal de la República Socialista Federativa Soviètica de Rússia i de la Federació de Rússia sobre assumptes de la defensa civil, emergències i eliminació de conseqüències de desastres naturals (1991 - 1994), ministre sobre assumptes de la defensa civil, emergències i eliminació de conseqüències de desastres naturals (1994 - 2012), governador de l'óblast de Moscou (2012).
Fou també cap del moviment interregional «Unitat» (1999—2001), copresident del partit Rússia Unida (2001-2002, juntament amb Iuri Lujkov i Mintimer Xaimíev), membre del consell suprem de "Rússia Unida" i fundador del partit "Rússia Unida".
És president de la Societat Geogràfica de Rússia (des del 2009).

## Primers anys i educació
Xoigú va néixer el 21 de maig de 1955 a Txadan, Tuvà (llavors óblast autònoma de Tuvà), de pare tuvinià i mare russa. Es va graduar a l'escola número 1 de Kizil, a l'actual República de Tuvà.
El 1977, Xoigú es va graduar a l'Institut Politècnic de Krasnoiarsk amb una llicenciatura en enginyeria civil. Després de graduar-se el 1977, Xoigú treballà en projectes de construcció a nivell nacional durant la dècada següent, avançant des de nivells baixos fins a convertir-se en executiu. El 1988, Xoigú es va convertir en funcionari de segon ordre a la delegació d'Abakan del Partit Comunista de la Unió Soviètica, i després al Komsomol durant uns anys. El 1990, Xoigú es va traslladar a Moscou des de Sibèria i va ser nomenat sotscap d'Arquitectura Estatal i Comitè de Construcció de la Federació de Rússia.

## Ministeri de Situacions d'Emergència

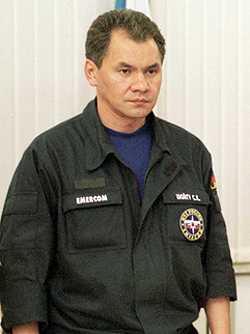
Ministre de Situacions d'Emergència Serguei Xoigú. 28 de juny de 2002

En 1991, va ser nomenat cap del Cos de Rescatadors, que posteriorment va rebre més responsabilitats i es va canviar de nom per primera vegada al Comitè Estatal d'Emergències, i finalment a Ministre de Situacions d'Emergència, la qual cosa feu de Xoigú un ministre del govern.
En 1992, va ser nomenat cap adjunt de l'administració provisional a Ossètia del Nord i Ingúixia durant el conflicte d'Ossètia-Ingúixia. De 1993 aL 2003 fou tresident de la Comissió Nacional de la Federació de Rússia per al Decenni Internacional de les Nacions Unides per a la Reducció de Desastres.
Es va fer popular a causa del seu estil de gestió pràctica i d'alta visibilitat en situacions d'emergència, com inundacions, terratrèmols i actes de terrorisme. El 1999 es va convertir en un dels líders del partit progovernamental rus Unitat. Va ser guardonat amb el premi estatal més prestigiós de Rússia - Heroi de la Federació de Rússia - el 1999.

## Governador de l'óblast de Moscou
El març de 2012, va ser anunciat com un dels possibles candidats per al governador de l'óblast de Moscou. El 5 d'abril de 2012, va ser elegit per la Duma de l'óblast de Moscou (parlament) com el tercer governador de l'Óblast de Moscou, i va prendre possessió del càrrec l'11 de maig del 2012.

## Ministre de Defensa

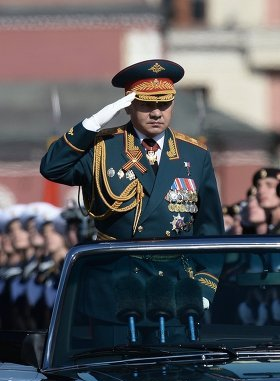
En la desfilada del 69è aniversari de la Victòria a la Gran Guerra Pàtria, 9 de maig del 2014

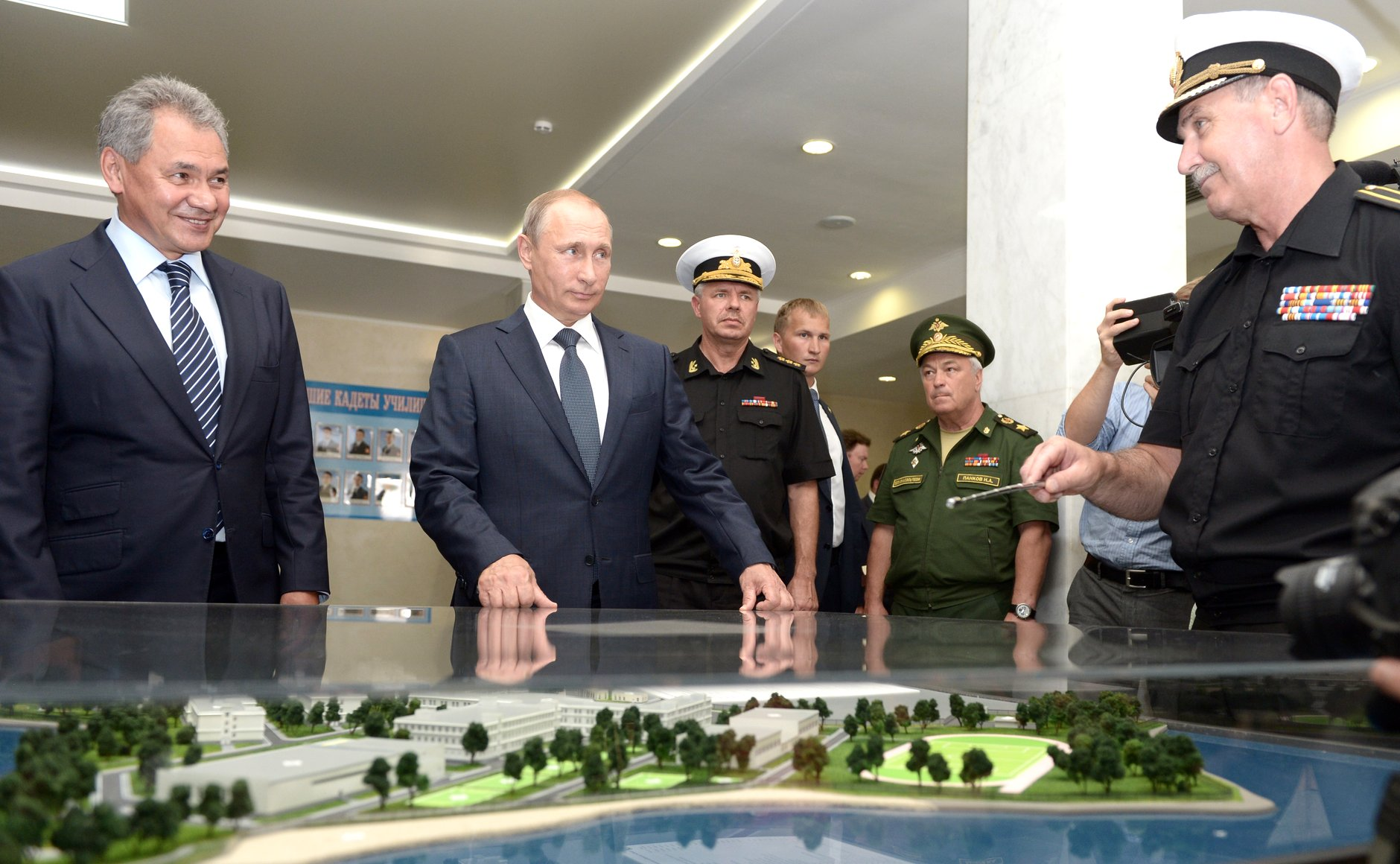
El ministre de Defensa, Serguei Xoigú, amb el president Vladímir Putin a l'escola presidencial de cadets de Sebastòpol. 19 d'agost de 2015

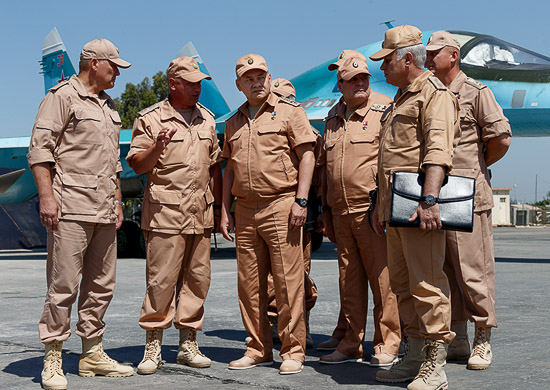
Serguei Xoigú a l'aeroport internacional Bassel Al-Àssad a Síria. 18 de juny de 2016

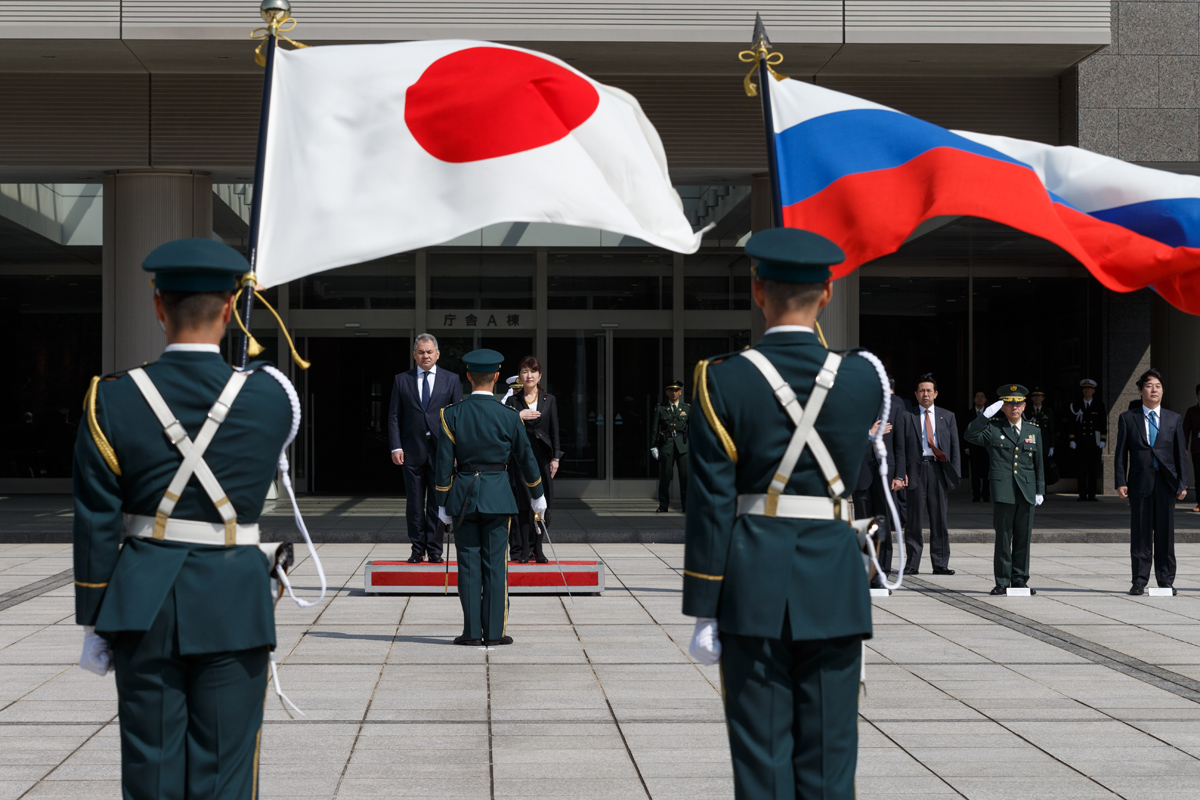
Xoigú amb el ministre de Defensa del Japó Tomomi Inada. 20 de març del 2017

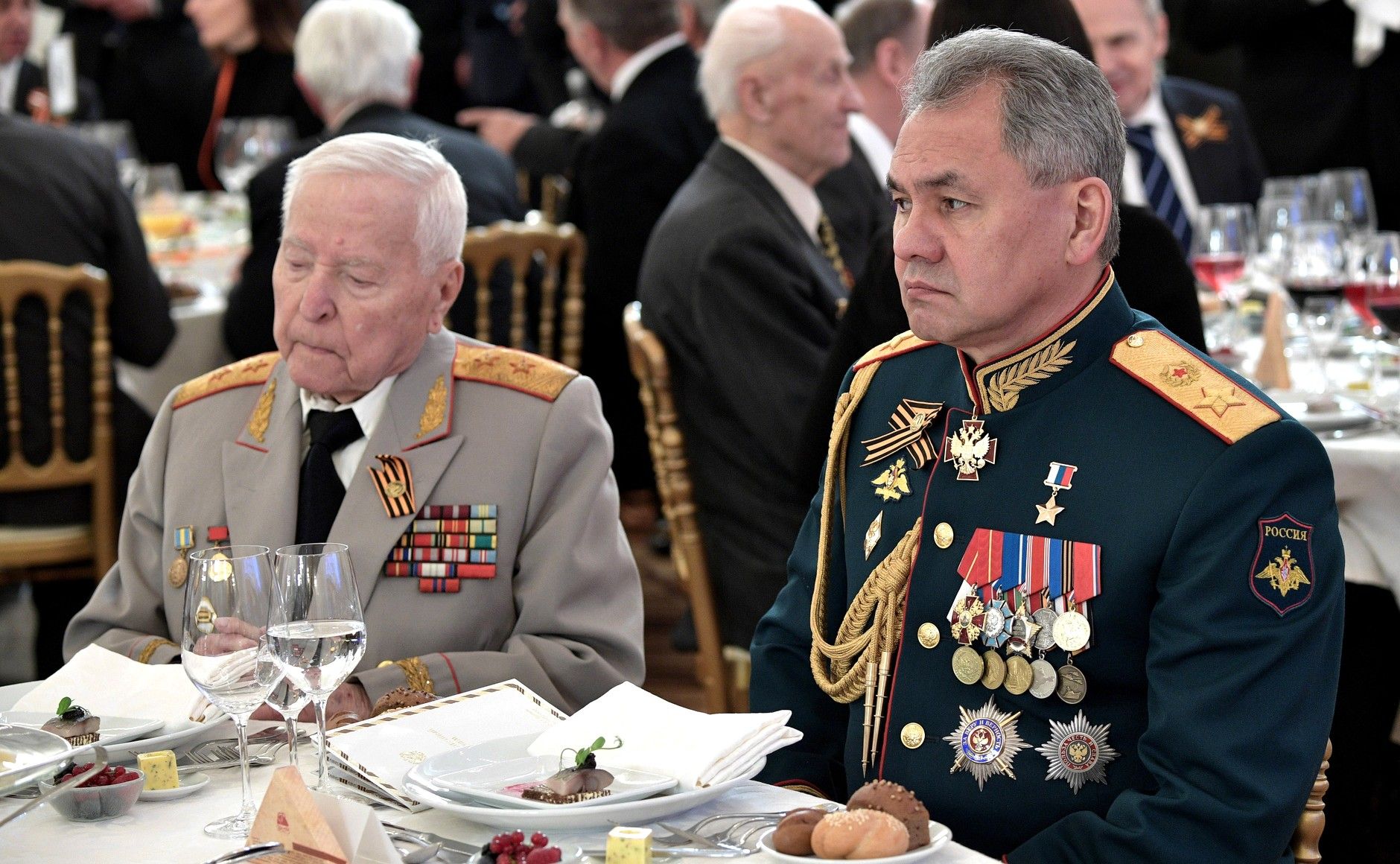
Xoigú a la recepció del Dia de la Victòria al Kremlin, maig del 2017.

El 6 de novembre de 2012, Shoigu va ser nomenat ministre de Defensa de la Federació de Rússia en lloc del destituït Anatoli Serdiukov.Segons l'expert Serguei Smirnov, l'anomenat "grup Petersburg" siloviki de Serguei Ivanov, Serguei Txémezov i Víktor Ivanov volia que un dels seus associats ocupés el lloc de Serdiukov al Ministeri de Defensa. Però Putin no volia enfortir-los, així que va optar per la figura neutral de Xoigú.
Segons la secretària de premsa del govern, Natalia Timakova, Dmitri Medvédev va recomanar que Xoigú fos nomenat ministre de Defensa.
El 7 de novembre de 2012, el ministre va decidir ressuscitar la tradició dels cadets Súvorov i Nakhímov que participaven en la desfilada del 9 de maig. El juliol del 2013, Xoigú va ordenar als comandants començar cada matí a les casernes amb l'execució de l'Himne Nacional de Rússia, compilar una llista de llibres militars i patriòtics de lectura obligatòria i prendre el control de la producció d'àlbums de demobs. A l'agost d'aquest any, va ordenar vestir a tots els treballadors civils del Ministeri de Defensa, altres empleats i directius amb els anomenats "vestits d'oficina".
Xoigú va declarar el 26 de febrer de 2014 que Rússia planejava signar acords amb Vietnam, Cuba, Veneçuela, Nicaragua, Seychelles, Singapur i diversos altres països per instal·lar-hi bases militars permanents o albergar estacions de reabastiment d'avions en aquests països.
El juliol de 2014, Ucraïna va obrir un cas criminal contra Xoigú; va ser acusat d'ajudar a formar "grups militars il·legals" a l'est d'Ucraïna que en aquella època lluitaven contra l'exèrcit ucraïnès.
A iniciativa de Xoigú, es van crear unitats àrtiques destinades a garantir la seguretat de la regió àrtica de Rússia.

### Intervenció a  a la guerra civil siriana
El 30 de setembre de 2015, Rússia va dur a terme una operació militar a Síria. L'operació es va dur a terme per les forces aeroespacials creades l'1 d'agost de 2015, amb el suport de l'Armada Russa. El 7 d'octubre de 2015 el president Vladímir Putin, durant la reunió de treball que va mantenir a Sotxi amb Xoigú, quan ja feia una setmana que s'havia endegat l'operació, va tornar a valorar la tasca del Ministeri de Defensa, tant les actuacions del Ministeri en general com les operacions de combat realitzades pels pilots russos del grup aeri estacionat a Síria, que van llançar atacs aeris contra objectius predeterminats, i els mariners de la flotilla del Caspi, que va disparar míssils de creuer Kalibr des de la mar Càspia i va assolir amb èxit tots els objectius establerts.
Segons les enquestes d'opinió pública, Serguei Xoigú es troba entre els ministres més ben valorats del Govern rus des del 2013.

### Invasió russa d'Ucraïna del 2022
Rússia va reconèixer oficialment la República Popular de Donetsk i la República Popular de Luhansk com a estats independents al febrer de 2022. El 24 de febrer, Vladímir Putin va anunciar que havia pres la decisió de llançar una operació militar a l'est d'Ucraïna. En el seu discurs, Putin va dir que no hi havia plans per ocupar el territori d'Ucraïna i va afirmar que donava suport al dret dels pobles d'Ucraïna a l'autodeterminació. Pocs minuts després de l'anunci de Putin, es van registrar explosions a Kíiv, Khàrkiv, Odessa i el Donbàs, van desembarcar tropes a Odessa i Mariúpol i va llançar míssils de creuer i balístics als aeròdroms, quarters generals militars i dipòsits militars a Kíiv, Khàrkiv i Dniprò. Les forces russes van prendre el control del canal de Crimea del Nord, permetent a Crimea obtenir aigua del Dnièper, tallat des del 2014.
L'avanç rus va ser aturat a mitjans de març de 2022, principalment a causa de la intensa resistència ucraïnesa en la seva capital, Kíiv i sense poder prendre Khàrkiv ni Txerníhiv, però havent ocupat Kherson el 3 de març i arribant fins a Mikolaiv, que no van poder capturar, capturant Enerhodar, on es troba la central nuclear de Zaporíjia, i tropes russes van prendre control de la planta on a conseqüència del foc creuat va haver-hi un focus d'incendi. Després de les victòries i guanys territorials russos inicials, Ucraïna va iniciar diverses contraofensives al nord-est i al sud del país. El 2 d'abril, les autoritats ucraïneses van afirmar que tota la regió de Kíiv havia estat reconquerida, Gran part del front rus de la província de Khàrkiv va col·lapsar l'11 de setembre i l'exèrcit d'Ucraïna i el 12 de setembre del 2022 les forces ucraïneses van aconseguir una retirada parcial russa al nord del Dnièper, fins a Lyman, una ciutat important de l'oblast de Donetsk amb crítiques línies de subministrament russes, i després de tres setmanes de combats, i l'1 d'octubre, les forces ucraïneses van entrar a Lyman després de travessar el riu Síverski Donets i de la retirada russa obrint les portes a un possible avanç cap al nord fins a Svàtove i cap a l'est fins a Kreminnà.
El 9 de novembre Xoigú va ordenar la retirada oficial de totes les tropes al nord del riu Dniéper, incloent Kherson, d'on, en cas d'ofensiva ucraïnesa seria impossible recular i milers de soldats russos podien quedar tancats en una bossa entre el Dniéper i l'exèrcit enemic. L'11 de novembre de 2022, les Forces Armades d'Ucraïna van recuperar la ciutat de Kherson i altres zones de l'oblast de Kherson i parts de l'oblast de Mykolaiv a la riba dreta del Dniéper del control rus, que es van retirar a la riba esquerra de l'oblast de Kherson durant entre el 9 i l'11 de novembre.
Des de la fallida ofensiva ucraïnesa de 2023, l'ofensiva russa s'ha dividit en cinc grans línies d'atac a la línia Svàtove-Kreminnà, Bakhmut, Avdíivka, Marinka i Robotyne a l'est i el sud d'Ucraïna. L'escassetat de material va degradar la capacitat de les forces ucraïneses per repel·lir les operacions ofensives russes a l'est d'Ucraïna i el febrer de 2024 les forces russes van capturar Avdíivka, el primer gran guany del camp de batalla rus des de la presa de Bakhmut el maig de 2023 i el fracàs de la contraofensiva ucraïnesa, i les forces russes van avançar gradualment a l'oest d'Avdiivka, i pressionant sobre Txàssiv Iar amb objectiu d'avançar sobre Kramatorsk. Rússia va iniciar al març una nova campanya d'atacs aeris contra el les infraestructures elèctriques ucraïneses, entre elles la destrucció de la central tèrmica de Zmievskaya el 22 de març i la central elèctrica de Trypillia el 12 d'abril, malmetent part de la seva capacitat de generació i provocant apagades.

### Destitució
El 13 de maig de 2024 Andrei Belousov va substituïr Serguei Xoigú com a ministre de defensa rus.

## Vida personal

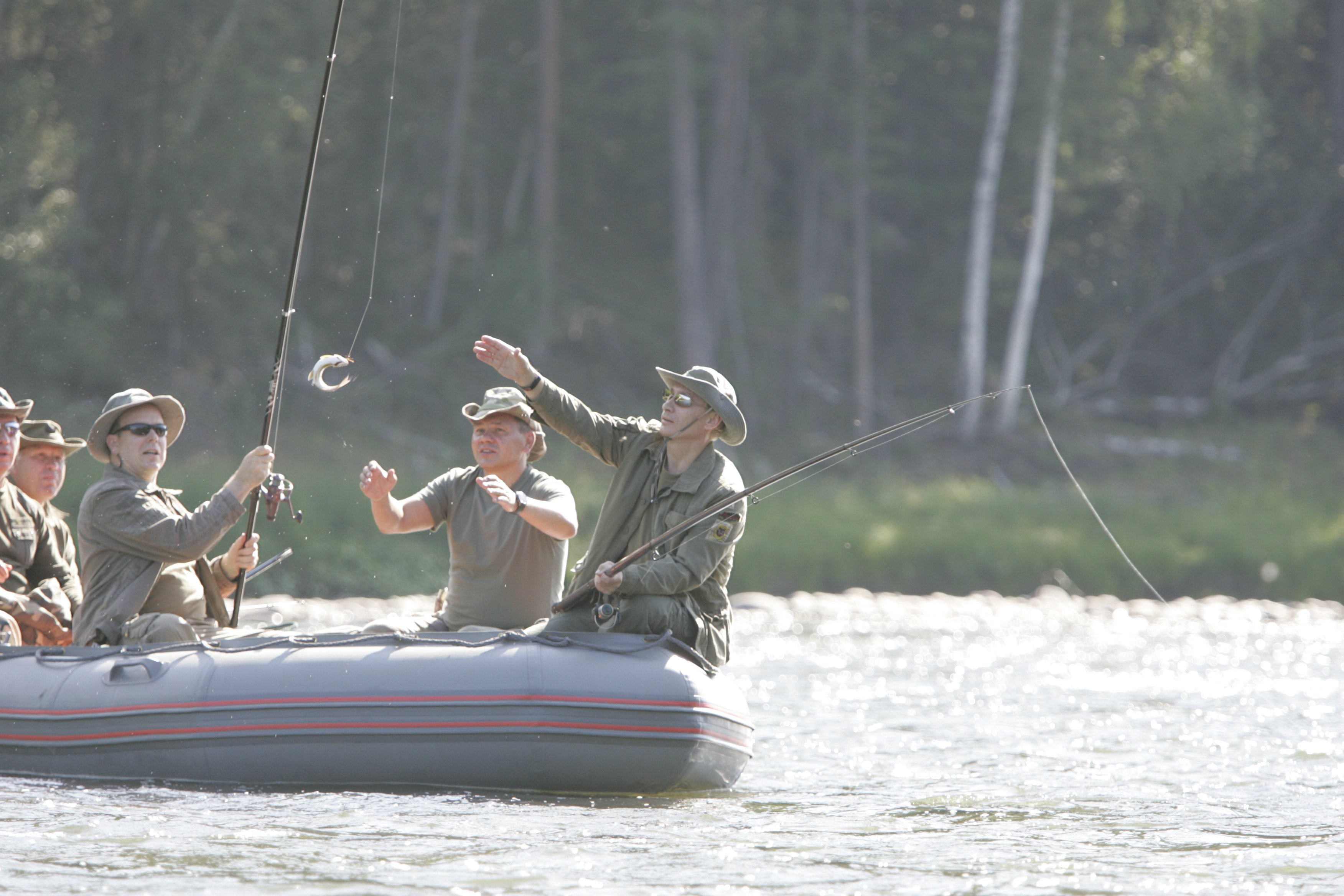
Xoigú amb Vladímir Putin i el Príncep Albert de Mònaco a Tuvà, 2007

### Família
Pare — Kujuguet Seréevitx Xoigú (1921–2010) (nascut Xoigú Seree oglu Kujuguet), editor del periòdic regional, posteriorment va treballar al Partit Comunista i per a les autoritats soviètiques; va ser secretari del Comitè del Partit a Tuvà i es va retirar amb el rang de primer vicepresident del Consell de Ministres de la República Socialista Autònoma Soviètica de Tuvà. També va dirigir els arxius estatals de Tuvà i va passar sis anys com a editor del diari Xin ("Veritat" en tuvinià); va escriure les novel·les «Vrémia i liudi» ("Temps i poble"), «Pero txornogo grifa» ("Ploma de voltor negre") (2001), «Tannu-Tivà: strana ozor i golubikh rek» ("Tannu Tuvà: el país dels llacs i rius blaus") (2004).
Mare — Aleksandra Iàkovlevna Xoigú (de soltera Kudriavtseva) (8 de novembre de 1924 - 12 de novembre de 2011). Nascuda al poble de Iakovlevo prop de la ciutat d'Oriol. A partir d'aquí, poc abans de la Gran Guerra Patriòtica, ella i la seva família es van traslladar a Ucraïna - a Kadievka, ara la ciutat d'Stakhànov, óblast de Luhansk, Ucraïna. Zootècnica, treballadora honorada d'agricultura de la República de Tuvà, fins al 1979 - Cap del Departament de Planificació del Ministeri d'Agricultura de la República, va ser triada repetidament diputada del Consell Suprem de la República Socialista Autònoma Soviètica de Tuvà.
Germanes — Larissa Kujugétovna Xoigú (1953) (diputada de la Duma Estatal) i Irina Zakhàrova (1960) (psiquiatra).
Muller — Irina Aleksàndrovna Xoigú (de soltera Antipina), presidenta d'Expo-EM, una empresa dedicada al turisme de negocis (entre els seus principals clients es troba EMERCOM de Rússia
Filles — Iúlia (1977) i Ksénia (1991).

### Hobbies
Li agrada estudiar la història de Rússia de l'època de Pere el Gran i de 1812-1825 (Invasió francesa de Rússia i Revolta decabrista).
És aficionat als esports. En hoquei sobre gel és seguidor de l'HC CSKA Moscou i jugador de la Lliga d'hoquei nocturn.
També li agrada el futbol, i és seguidor del Spartak Moscou. Al març del 2016, juntament amb Serguei Lavrov, Xoigú va presentar la Lliga Popular de Futbol de Rússia, amb l'objectiu d'aplegar els seguidors d'aquest esport de tot el país.
Col·lecciona espases i dagues índies, xineses i japoneses.
Li agraden les cançons d'autor i toca la guitarra perfectament. Dibuixa i pinta una gran quantitat d'aquarel·les i gràfics, i gaudeix elaborant treballs manuals de fusta.